# Hipolito F. Garcia Federal Building and United States Courthouse
L'Hipolito F. Garcia Federal Building and United States Courthouse – ou San Antonio US Post Office and Courthouse – est un palais de justice et un bureau de poste américain situé à San Antonio, au Texas. Il est inscrit au Registre national des lieux historiques depuis le 29 septembre 2000.